# 阿須里家
阿須里家（あすりけ）は、スポーツ中継で放送されることを前提として企画された「コンテンツ連動型コマーシャル」のキャンペーンである。
日本のCMにおいて数多くの広告コンクールの賞を受賞したクリエイターによって「チームメダリスト」を結成し、日本を代表するスポーツマンをキャラクターに起用し、複数の企業が協賛し、同じシチュエーションによるCMを通してスポーツの楽しさを広めていく試みを展開している。

## 協賛企業
- アートネイチャー
- コナミデジタルエンタテインメント
- 日本マイクロソフト

## キャラクター
- 父・武蔵丸 - 武蔵川親方（大相撲・元横綱：武蔵丸）
- 母・実可子 - 小谷実可子（シンクロナイズドスイミング元選手）
- 兄・のぶなり - 織田信成（当時フィギュアスケート選手）
- 妹・さつき - 伊藤沙月（当時アマチュアボクシング選手）